# Pavage en moulin à vent
 (février 2013).
Si vous disposez d'ouvrages ou d'articles de référence ou si vous connaissez des sites web de qualité traitant du thème abordé ici, merci de compléter l'article en donnant les références utiles à sa vérifiabilité et en les liant à la section « Notes et références ».

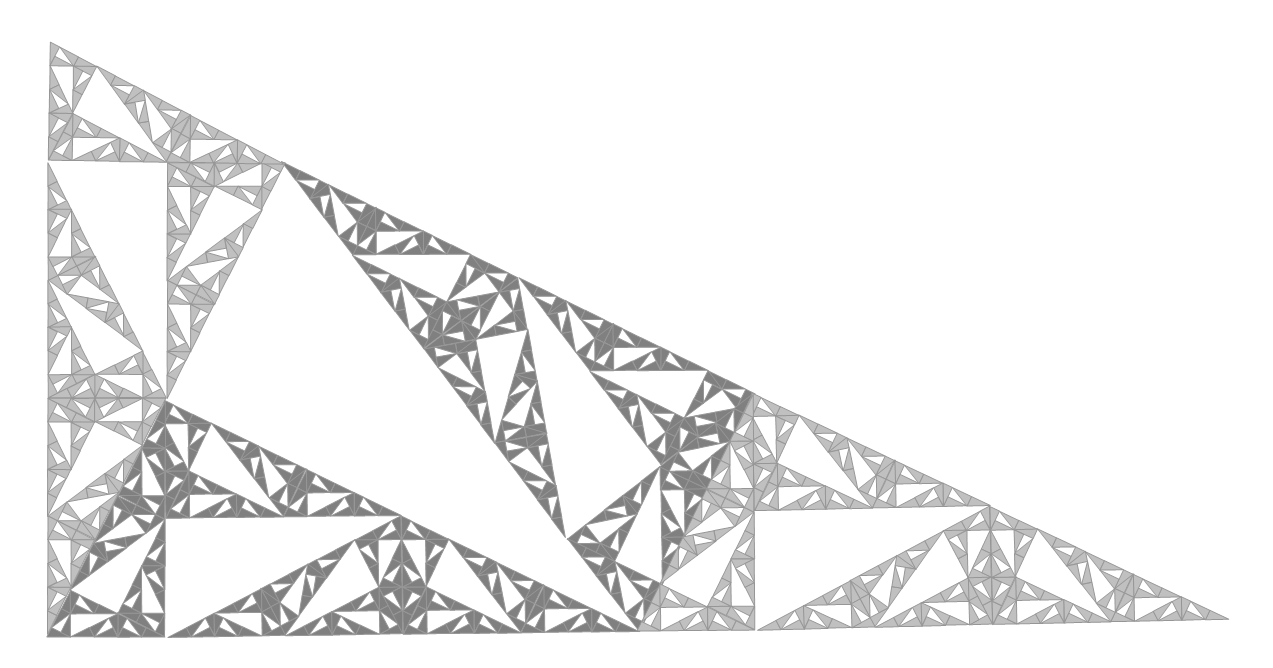
Pavage en moulin à vent

Le pavage en moulin à vent (en anglais : pinwheel tiling) est un exemple de pavage fractal.

## Histoire

Pavage en moulin à vent

Les pavages Pinwheel sont des pavages apériodiques définis par Charles Radin et basés sur une construction faite par John Conway. Il s'agit du premier exemple connu de tuile qui peut paver le plan mais uniquement de façon complexe, en le sens suivant : tout pavage admissible fait apparaître la tuile dans une infinité d'orientations différentes.

## Usages

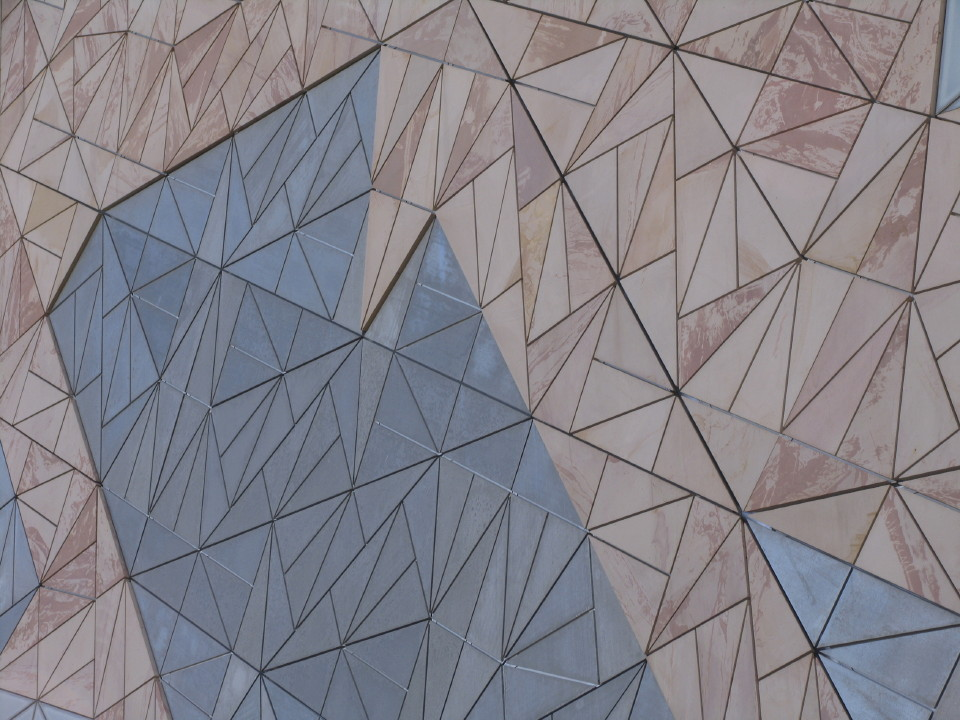
Federation Square

La Federation Square, un complexe de bâtiments à Melbourne, est basée sur le pavage Pinwheel. Dans le projet, le modèle du pavage est utilisé pour créer la sous-structure d'encadrement pour les façades ce qui permet que les façades soient fabriquées en dehors du site, dans une usine, puis qu'elles soient érigées pour former les façades.
Le système de pavage Pinwheel était fondé sur un triangle composé en zinc, zinc perforé, grès ou en verre (connu comme une tuile), qui rejoint 4 autres tuiles semblables sur un cadre en aluminium, pour former un "panel".
Cinq panneaux ont été fixés à un châssis en acier galvanisé, formant un "méga-panel", qui a été ensuite hissé sur des cadres de support pour la façade. Le positionnement par rotation des carreaux sur les façades donne aux façades un style aléatoire et incertain d'une composition de qualité, même si son processus de construction est basé sur de la préfabrication et de la répétition.

## Construction

### Description
Soit T le triangle droit de côté 1, 2 et d'hypoténuse √5. Conway a compris que T peut être divisé en 5 copies isométriques de son image par une homothétie de coefficient 1/√5 à l'aide de mises à l'échelle, de translations et de rotations adéquates. Cette opération peut être répétée pour obtenir une suite infinie de triangles tous copies isométriques de T. L'union de tous ces triangles donne un pavage constitué par des copies isométriques de T.
Dans ce pavage, des copies isométriques apparaissent dans une infinité d’orientations (cela est dû aux angles arctan(1/2) et arctan(2) de T, tous deux non commensurables avec π). En dépit de cela, tous les sommets ont des coordonnées rationnelles.

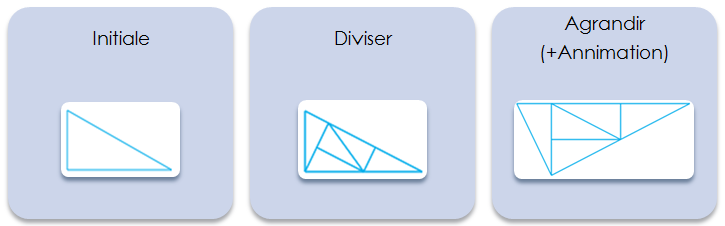
Étapes

Le triangle T en position initiale est appelé triangle standard quand ses côtés ont pour coordonnées (-0,5 ; -0,5), (0,5 ; -0,5), (-0,5 ; 1,5). Si on multiplie ce triangle standard par la matrice {\displaystyle Mp=\scriptstyle {\begin{pmatrix}2&1\\-1&2\end{pmatrix}}}, il peut être divisé en 5 triangles Pinwheel de la taille initiale. Ceci est appelé la règle agrandir et subdiviser, ou encore, la règle de substitution Pinwheel.[réf. souhaitée]